# 刘明仁
刘明仁（1931年10月—2018年10月11日），山东海阳人，中国人民解放军将领，中华人民共和国政治人物。1946年3月加入中国人民解放军，1948年12月加入中国共产党。曾任第七届全国人大代表、第十四届中央纪委委员。原广州军区政治部副主任、党委副书记、纪委副书记等职。1988年被授予少将军衔。

## 簡历
刘明仁於1955至1956年擔任广东省新会县兵役局征集科副科长、广东省新会县预备役军官科科长。1956至1964年，任中国人民解放军广州军区司令部动员处参谋。1964至1969年，任军区司令部动员部民兵训练科副科长、民兵训练科科长。1969至1973年，任军区国防工业副主任。1973至1981年，任军区司令部军务动员部副部长、部长。1981至1983年，任军区纪律检查委员会正师职专委员。1983至1984年，任军区司令部主任。1984至1985年，任军区纪律检查委员会副军职专职委员。1985至1992年，任军区政治部副主任、军区党委员会副书记。
1988年被授予少将军衔，任军区党委员会委员，当选为第七届全国人民代表大会代表
1991年1月至1994年3月任军区纪律检查委员会副书记。1992年10月至1997年9月任中共第十四届中央纪律检查委员会委员
1994年7月13日，以中纪委委员刘明仁为组长的中央赴上海调査组，在上海市纪委书记张惠新陪同下检查反腐败工作。
2018年10月11日，因病于在广州逝世，享年87岁。